# Opsporing en redding

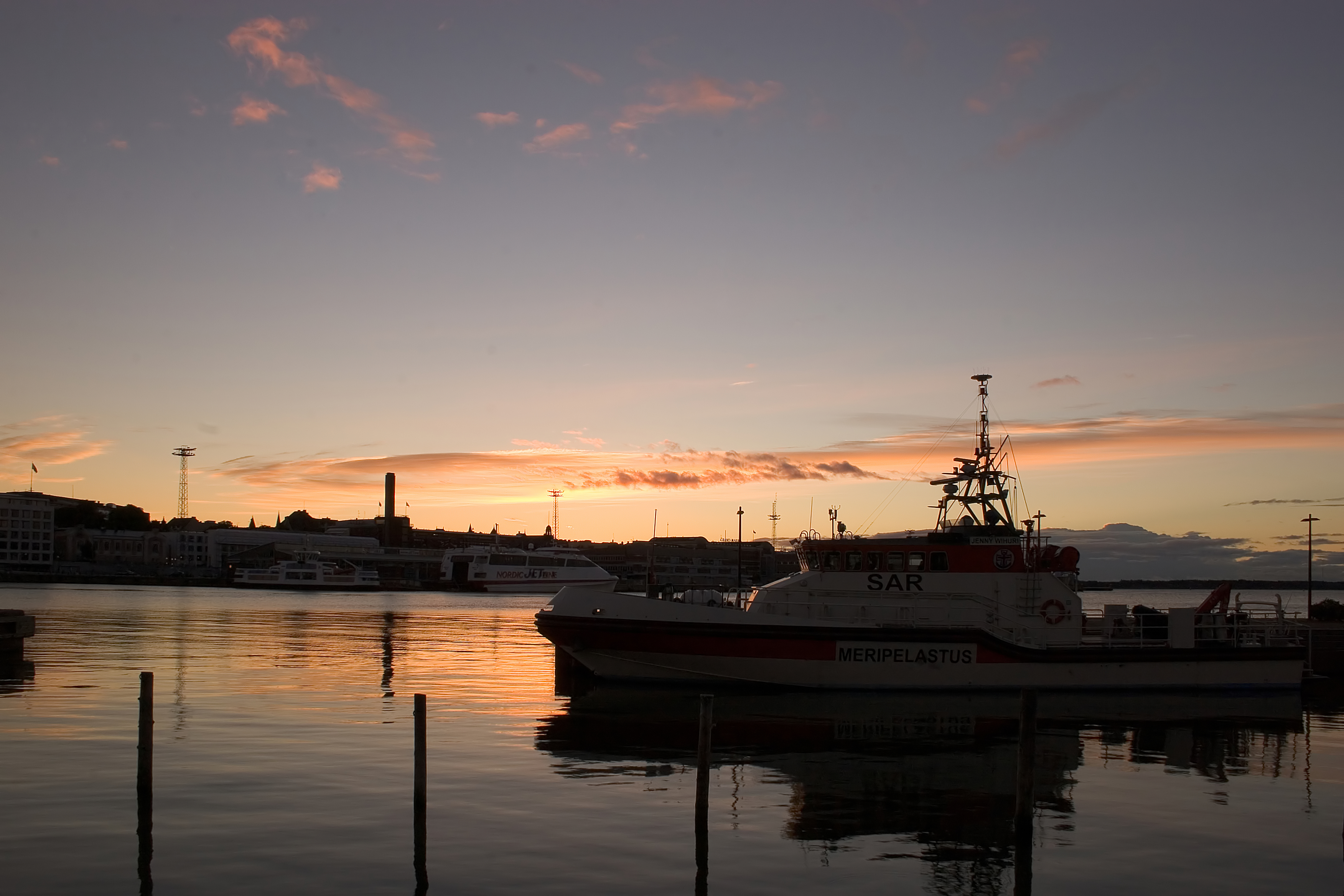
Een SAR-vaartuig

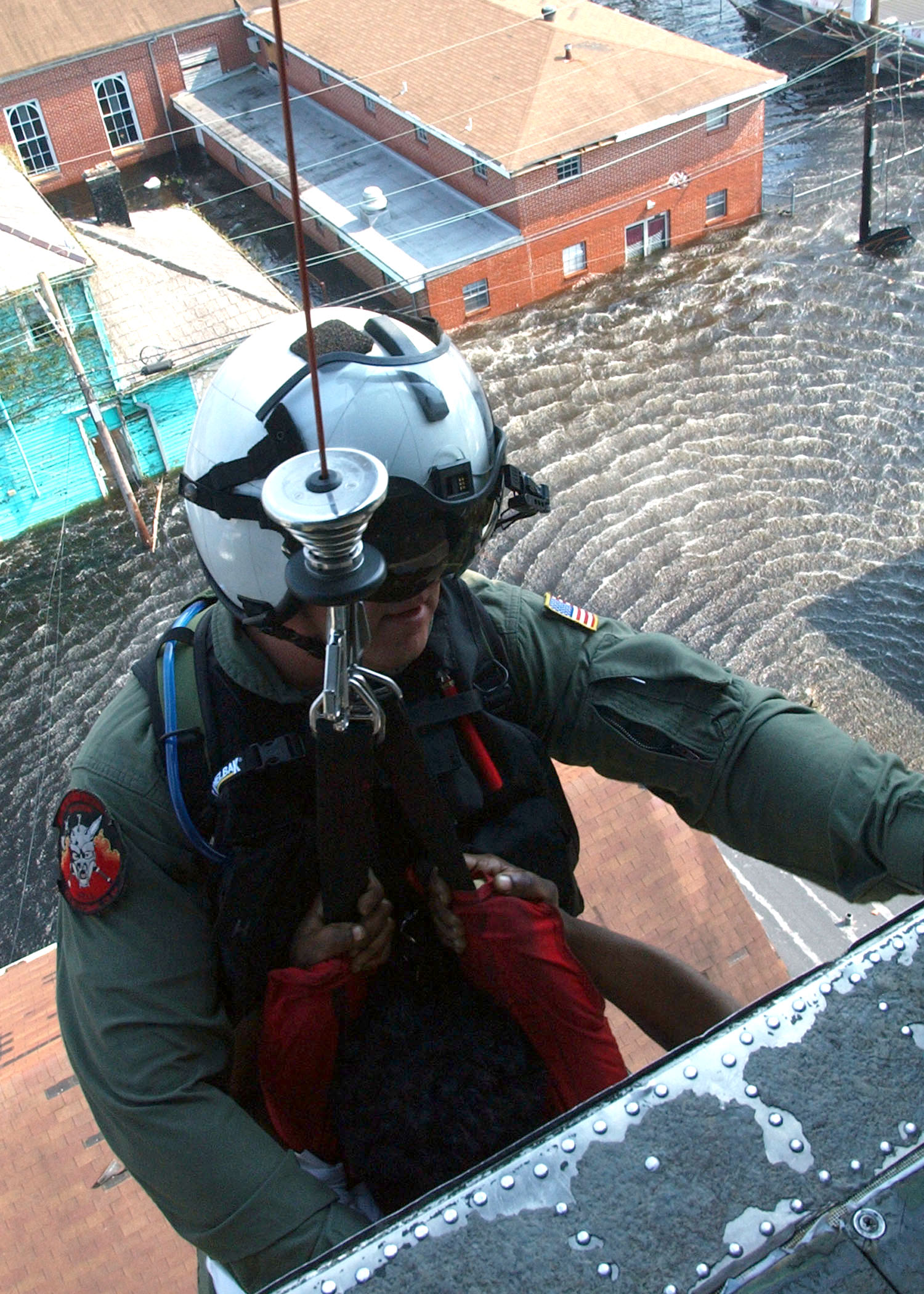
Reddingsoperatie op 2 september 2005 net na orkaan Katrina

Search and rescue (SAR) (Nederlands: opsporing en redding) is een door de Verenigde Naties gestandaardiseerde term. Het betreft een "effectief wereldwijd systeem, zodat waar mensen ook varen of vliegen, er een SAR-service beschikbaar zal zijn voor als dit nodig is". Het systeem staat beschreven in het door de Internationale Maritieme Organisatie (IMO) en Internationale Burgerluchtvaartorganisatie (ICAO) uitgegeven SAR-handboek. Landen die lid zijn van deze organisaties zijn gehouden om naar deze maatstaven SAR-diensten te organiseren.
Tijdens SAR-reddingsoperaties heeft een Redding Operatie Centrum (afgekort "RCC", van Rescue Coordination Centre) de operationele leiding over de inzet. Er wordt gebruikgemaakt van SAR-eenheden, bemand door speciaal opgeleid personeel. Deze eenheden kunnen lucht-, water- of landgebonden zijn.

## RCC

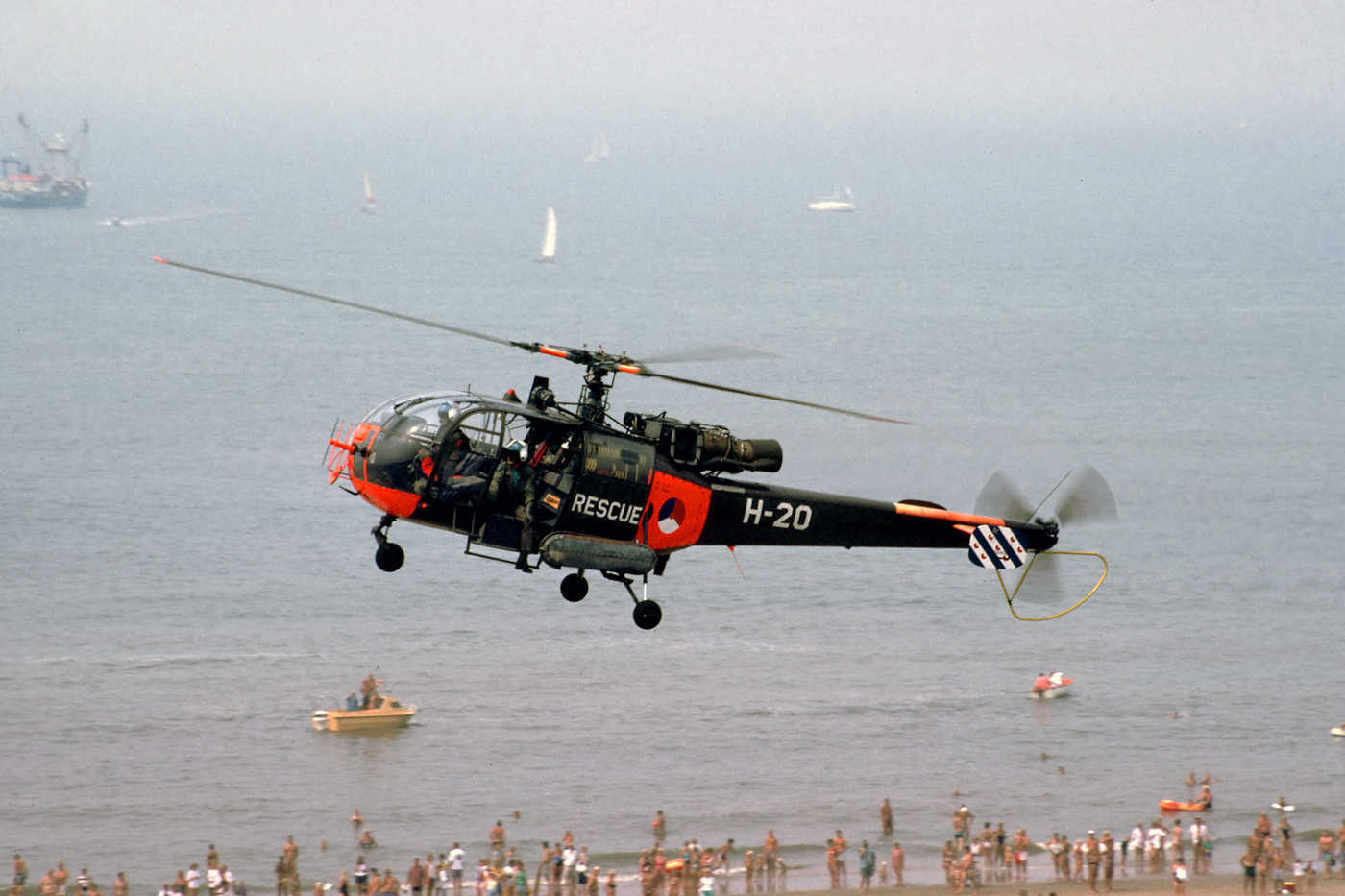
KLu SAR Alouette III (H-20)

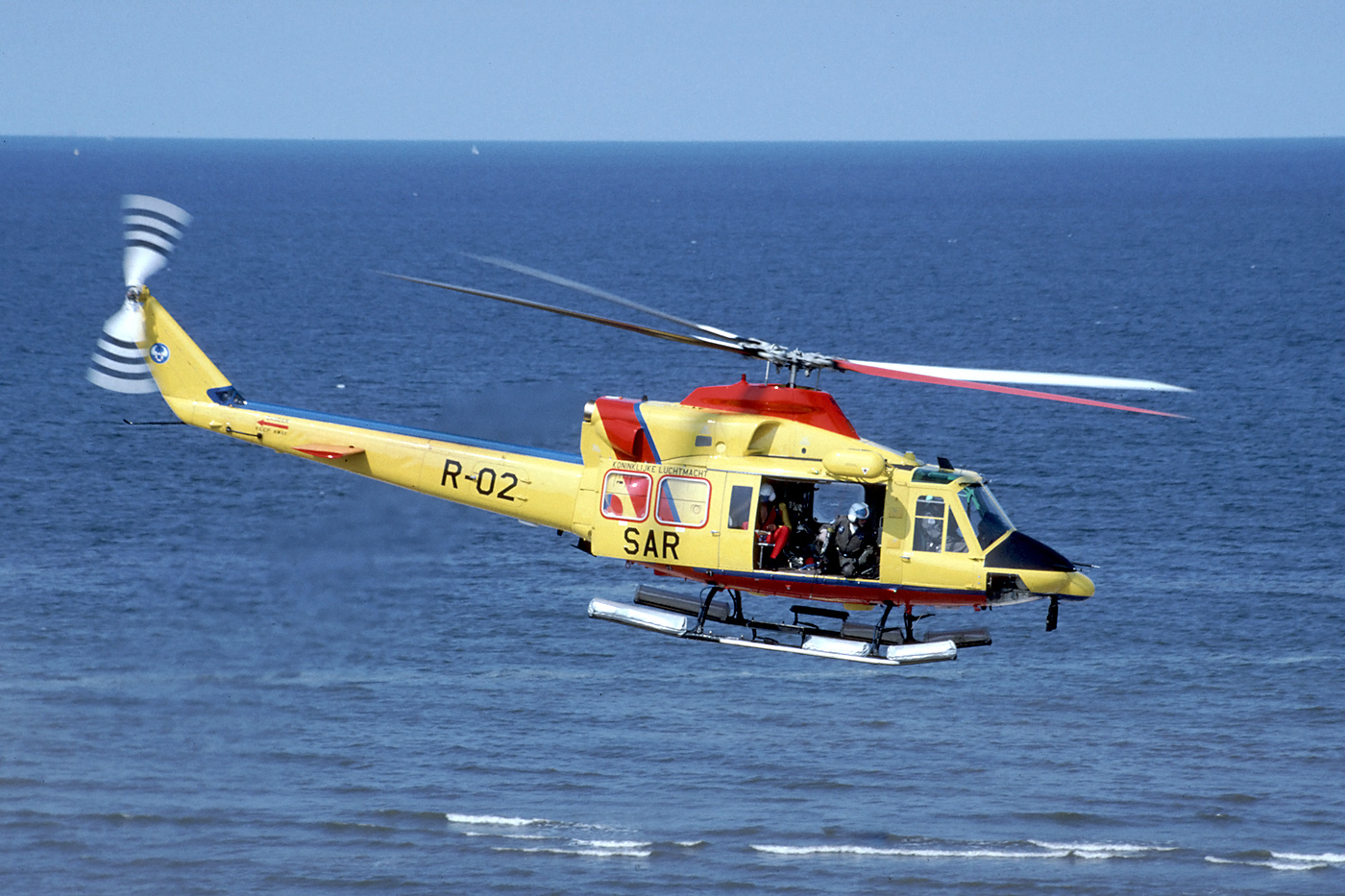
KLu SAR Agusta Bell 412 SP (R-02)

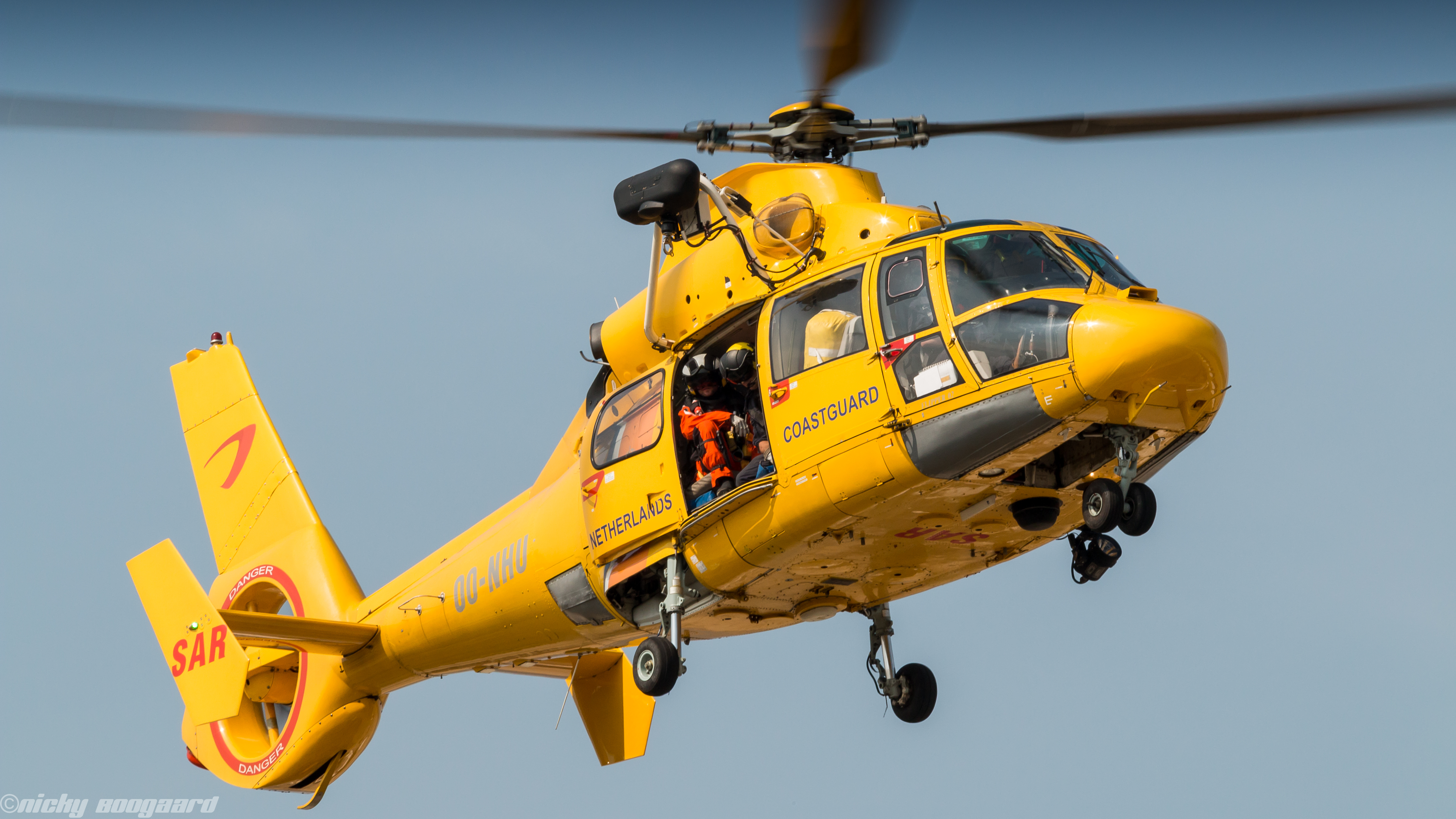
NHV SAR Eurocopter AS365 Dauphin (OO-NHU)

RCC, het Rescue Co-ordination Centre oftewel Redding Operatie Centrum, is het centrum verantwoordelijk voor een efficiënte organisatie van Search And Rescue taken en voor de coördinatie van de uitvoering tijdens de SAR inzetten.
Ieder RCC is verantwoordelijk over een eigen gebied, aangeduid als Search And Rescue Region (SRR).

RCC's zijn er in drie gedaanten:
een MRCC (houdt zich alleen met maritieme Search and Rescue bezig),
een ARCC, waarbij de A staat voor aeronautisch, richt zich uitsluitend op ongevallen met vliegtuigen
een JRCC, waarbij de J staat voor joint (gezamenlijk). Een JRCC zal zich dus met zowel noodgevallen in de zeevaart als luchtvaart bezighouden.

## SAR in Nederland
De Nederlandse SAR-dienst is ondergebracht bij de Nederlandse kustwacht. In Nederland zijn als SAR-eenheden aangemerkt:
- de varende eenheden van onder andere Koninklijke Nederlandse Redding Maatschappij (KNRM), reddingsbrigades, de vaartuigen van de Koninklijke Marine, vaartuigen van Rijkswaterstaat en van de Landelijke Eenheid van de Nederlandse politie en van bergings- en sleepdienst Theunisse
- als luchtgebonden eenheden het kustwachtvliegtuig Dash-8 met registratie C-GCFK, dat wordt geleased en onderhouden door ISR Support Europe, en de drie helikopters met registraties PH-NCG, PH-SAR en PH-RSQ van het type Leonardo Augusta Westland 189 van Bristow Helicopters gestationeerd op Vliegveld De Kooy in Den Helder, en op Vliegveld Midden-Zeeland in Arnemuiden

Indien nodig kan het Kustwachtcentrum in Den Helder ook een beroep doen op de reddingshelikopters van onder meer België, Duitsland en heel soms het Verenigd Koninkrijk.
ISR Support Europe levert ook een eventueel reservevliegtuig mocht er onderhoud zijn aan een van de vliegtuigen.

### Geschiedenis SAR-helikopters in Nederland
In 1959 ontving de Koninklijke Luchtmacht acht Aérospatiale Alouette II-helikopters (H-1 t/m H-8) met lier die werden ingedeeld als 'SAR-vlucht' of 'Search And Rescue/Tactical Air Rescue detachement'. In 1962 werden de heli’s in een aparte eenheid ondergebracht: 303 Search and Rescue Squadron.
In 1966 werden de Alouette II's vervangen door vijf Alouette III's met registraties H-08, H-20, H-67, H-75 en H-81.
In 1994 werden de Alouette III's vervangen door drie Agusta AB412 SP "Grifone"-helikopters met registraties R-01, R-02 & R-03. Deze drie zijn alle gestationeerd op Vliegbasis Leeuwarden en op Vlieland Heliport.
Op 1 januari 2015 werden de Agusta AB412 SP "Grifone"-helikopters teruggetrokken en het 303 Search and Rescue Squadron werd opgeheven.
Van 2015 t/m 2022 werden alle SAR-taken uitgevoerd door Noordzee Helikopters Vlaanderen (NHV), dat daarvoor in 2014 een contract voor vijf jaar afsloot met de Nederlandse overheid. NHV had hiervoor in totaal vier AS365 Dauphin 2-helikopters op Vliegveld De Kooy in Den Helder en op de Maasvlakte in Rotterdam gestationeerd met de Belgische registraties OO-NSZ, OO-NHX, OO-NHV en OO-NHU.

### Bemanning SAR-helikopter
De bemanning van de SAR-helikopter in Nederland bestaat uit:
- piloot
- copiloot
- hoist-operator
- reddend zwemmer
- verpleegkundige

### Andere taken van SAR-helikopters
De SAR-helikopters worden ook ingezet om zieken of gewonden van boorplatformen en werkschepen te transporteren naar de verschillende ziekenhuizen. Dit hoeft niet altijd een spoedgeval te zijn. De normale traumahelikopters die Nederland heeft, zijn hiervoor ongeschikt, omdat ze geen lier hebben, wat soms wel nodig is. Ook vliegt de traumahelikopter niet boven de Noordzee, omdat deze hiervoor niet uitgerust is.

### Dienst Luchtvaart Politie bij SAR-inzetten
In sommige gevallen werken de SAR-helikopter en de kustwacht samen met de Dienst Luchtvaartpolitie van de Landelijke Eenheid. De politie vliegt dan meestal met een Augusta Westland-helikopter met een callsign dat onderdeel is van kustwachtoperaties. (Normaliter is het callsign bijvoorbeeld ZXP01.)
| Callsigns                                                                             | Callsigns        |                                                                 |
| ------------------------------------------------------------------------------------- | ---------------- | --------------------------------------------------------------- |
| NCG01                                                                                 | RSQ01 (RESCUE01) | Dash-8 Kustwachtvliegtuig                                       |
| NCG04                                                                                 |                  | Dienst Luchtvaart Politie (indien in opdracht van de kustwacht) |
| NCG06                                                                                 | RSQ06            | SAR-helikopter Den Helder                                       |
| NCG08                                                                                 | RSQ08            | SAR-helikopter Midden-Zeeland                                   |
| NCG = Netherlands Coast Guard (geplande en oefenvluchten) RSQ = Rescue (bij inzetten) |                  |                                                                 |

### Radiocommunicatie SAR-inzetten
De SAR-helikopters hebben meerdere radiocommunicatiemiddelen aan boord, waaronder een marifoon naast de normale boordradio.
De communicatie voor SAR-acties wordt geleid vanuit het kustwachtcentrum in Den Helder.
Daarnaast speelt de luchtverkeersleiding Nederland te Amsterdam en soms ook Dutch Mil een belangrijke rol: zij zorgen er onder andere voor dat de SAR-heli voorrang krijgt bij spoedgevallen.

#### Radiokanalen/frequenties tijdens SAR-inzetten (meest gebruikt)
- VHF 16
- VHF 23
- VHF 67
- VHF 83
- VHF 97(H)
- 123.100 (SAR-inzetten wereldwijd)

#### Frequenties Luchtverkeersleiding
Het onderdeel Flight Information Service van Luchtverleersleiding Nederland en Dutch Mil info begeleiden de SAR-helikopters door de lucht. Deze diensten verzorgen ook de communicatie met laagverkeer zoals Cessna's en privé-helikopters.
- 124.300; Flight Information Service Over Land Amsterdam.
- 119.175; Flight Information Service Noordzee Noord
- 128.500; Flight Information Service Offshore/Noordzee.
- 132.350; Dutch Mil info

### Overname SAR-dienstenhelikopters
Op 4 november 2022 werd de SAR-operatie overgenomen door het helikopterbedrijf Bristow Helicopters. De standplaats op de Maasvlakte kwam te vervallen en vliegveld Midden-Zeeland in Arnemuiden diende vanaf dat moment als standplaats voor het zuidelijk gebied van de Nederlandse Noordzee.
Het type helikopter waarmee gevlogen wordt, is de AgustaWestland AW189. Ook vliegt er op beide helikopters een verpleegkundige mee. Op de helikopter van de NHV die op de Maasvlakte stond, vloog geen verpleegkundige mee.
De NHV bleef wel de loodsvluchten voor het Nederlands Loodswezen uitvoeren vanaf de Maasvlakte.

## SAR in België
Het Maritiem Reddings- en Coördinatiecentrum in Oostende is hét centrale meldpunt voor ongevallen op zee, zoals: schepen in nood, ongevallen en olieverontreiniging, maar ook recreanten in de problemen. Na ontvangst van een dergelijke melding, worden de kustwachtpartners gewaarschuwd die naar aanleiding van de gebeurtenis een taak te vervullen hebben bij de afhandeling van het incident. 
De coördinatie van de taken op de Noordzee moet ervoor zorgen dat personeel, opdrachten en middelen op elkaar worden afgestemd over de grenzen van de verschillende administraties heen.
Het MRCC heeft een grote verantwoordelijkheid voor de coördinatie van al deze betrokken instanties bij reddingsacties of milieu-incidenten. Het MRCC beluistert continu de noodfrequenties. 
Hiervoor wordt het noodkanaal beluisterd zodat een noodoproep onmiddellijk wordt opgevangen. Zodra de noodoproep binnenkomt, gebeurt een ‘dispatching’ naar de verschillende kustwachtpartners die een rol te vervullen.
Search and Rescue operations boven zee worden in België uitgevoerd met steun van Defensie vanaf Vliegbasis Koksijde. De hiervoor beschikbare Sea King-helikopters zijn sinds 2019 vervangen door NH90-wentelwieken. De Sea Kings waren in Vlaanderen bekend vanwege het televisieprogramma Windkracht 10.

### Werkingsgebied
Het werkingsgebied of het SAR-gebied van MRCC Oostende is de volledige Belgische Exclusief Economische Zone. Deze zone is geografisch een klein gebied in de Noordzee, maar behoort tot de drukst bevaren gebieden ter wereld. Jaarlijks wordt meer dan tweehonderd miljoen ton goederen vervoerd binnen dat gebied. Een aantal van die goederen wordt als gevaarlijk en/of verontreinigend gecatalogeerd. Bovendien omvat dit gebied de toegangsgeulen tot de Vlaamse en Zeeuwse zeehavens, die ook bijzondere aandacht vereisen om dit verkeer vlot én veilig te laten verlopen.

### Kustwacht
De Kustwacht staat in voor de samenwerking tussen de partners bevoegd voor de Noordzee. Niet minder dan zeventien overheidsdiensten (op Vlaams en federaal niveau) zijn bevoegd voor al deze activiteiten.
Het MRCC van de afdeling Scheepvaartbegeleiding is onderdeel van de structuur Kustwacht. Er zijn zeventien kustwachtpartners, De Kustwacht bestaat uit twee grote delen: een operationeel luik (de kustwachtcentrale) en een administratief luik. De Kustwachtcentrale bestaat uit twee diensten die nauw samenwerken: het Maritiem Reddings- en Coördinatie Centrum (MRCC) in Oostende en het Maritiem Informatie Kruispunt (MIK) in Zeebrugge. 
De drie administratieve onderdelen van de Kustwacht zijn het beleidsorgaan, het overlegorgaan en het secretariaat.
Ook de provinciale diensten worden in het kader van het Noordzee Rampenplan gewaarschuwd bij eventuele alarmfase. De gouverneur van West-Vlaanderen coördineert dan alle procedures voor redding van drenkelingen of andere reddingsacties.

## SAR-operaties

### Algemeen
Vooraleer men in de scheepvaart een SAR-operatie begint, is het noodzakelijk om zo nauwkeurig mogelijk de meest waarschijnlijke positie van het bekende of vermoedelijke noodgeval te schatten. Men moet hierbij rekening houden met de positie van de overlevenden en ervoor zorgen dat het zoekgebied groot genoeg is om rekening te houden met onverwachte mogelijkheden. Indien de positie op het moment van het noodgeval is doorgegeven, zijn zoekacties niet nodig en kan men onmiddellijk de reddingsoperatie organiseren. Alleen als de positie niet gekend is, zal de organisatie van een zoekactie nodig zijn. Op de plaats van de ramp wordt een on-scene coördinator (OSC) aangeduid door de MRCC. Dit is normaal gezien het eerste schip dat zich in het zoekgebied bevindt. De taak van de OSC kan altijd naar een ander schip gaan, eens er meerdere schepen de plaats van de ramp bereiken.

### Verantwoordelijkheden van de OSC
De OSC moet gedurende de zoekactie aan alle deelnemende schepen duidelijke instructies en voldoende gegevens doorgeven. Indien hij dit niet doet, zal de zoekactie vlug een chaotische indruk geven en kan de situatie alleen maar gevaarlijker worden. Deelnemende schepen zijn dan ook verplicht de instructies van de OSC te volgen.
Vóór het begin van de zoekactie zal de OSC duidelijk de volgende elementen moeten bepalen:
- het zoekactiegebied (meestal al door de MRCC bepaald, standaard een referentiepunt met een straal van 10 zeemijl er rond);
- het zoekpatroon, de koersen, de snelheid en de afstanden tussen de schepen;
- het beginpunt van het zoekpatroon (CSP= commence search point).

Veel van deze gegevens worden continu aangepast, omdat er normaalgezien steeds meer schepen naar het zoekgebied komen, omdat de inlichtingen over wat men juist zoekt, steeds nauwkeuriger worden en omdat de weersomstandigheden, de zichtbaarheid en het daglicht ook continu veranderen. Omwille van de drift door stroming of wind op zee moet het referentiepunt en dus ook het zoekactiegebied na enige tijd niet alleen vergroot worden, maar ook opgeschoven worden om dit effect te corrigeren.

### Zoekactiestrategie
Om een gecoördineerd zoekpatroon met meerdere schepen uit te voeren, zouden alle betreffende schepen samen moeten varen met een door de OSC bepaalde snelheid. Gewoonlijk is dit de maximale snelheid van het traagste schip. In geval van beperkte zichtbaarheid duidt de OSC een aangepaste snelheid aan. Ook is het in die omstandigheden wenselijk om de afstand tussen de schepen te verkleinen zonder de veiligheid in gevaar te brengen.

### Zoekpatronen
De beschikbare zoekpatronen zijn de volgende:

#### Vierkante spiraalvormige zoekactie (expanding square search– SS)

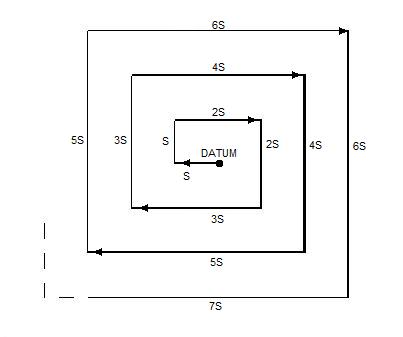
Vierkant spiraalvormig zoekpatroon

Seinvlag "man overboord".

Enkel door één schip uit te voeren. Dit zoekpatroon is vooral doeltreffend, wanneer de positie van het gezochte voorwerp bekend is binnen een klein zoekgebied. Het beginpunt (CSP) van de zoekactie is altijd het referentiepunt. Om de navigatiefouten zo veel mogelijk te verminderen is meestal de eerste koers rechtstreeks in de wind gericht.

#### Sectoriële zoekactie (sector search– VS)

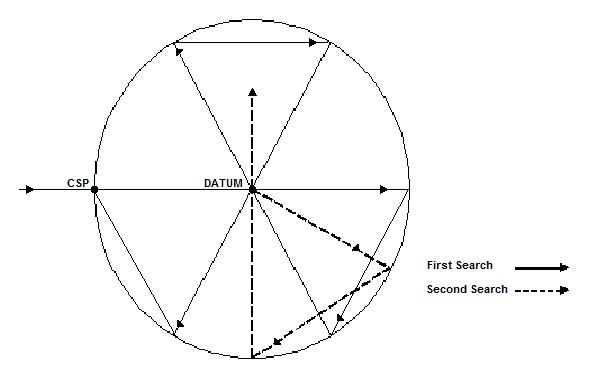
Sectorieel zoekpatroon

Enkel door één schip uit te voeren, meestal een fast rescue boat (voor speciale gevallen: bv. man overboord). Deze methode is meestal doeltreffend, wanneer de positie van het voorwerp nauwkeurig is in een niet te groot zoekgebied. Een vliegtuig of helikopter en een schip mogen gelijktijdig gebruikt worden om onafhankelijke sectoriële zoekpatronen van hetzelfde gebied uit te voeren. Een geschikt baken (bv. rookboei of radiobaken) mag op het referentiepunt gedropt worden om dit punt aan te duiden en dit als herkenningsteken te gebruiken. Voor schepen heeft dit zoekpatroon meestal een actieradius tussen 2 en 5 zeemijl en wordt elke bocht meestal 120° aan stuurboord uitgevoerd.

#### Parallel-pad zoekactie (parallel track search- PS)
Een zoekactie die door twee of meer schepen kan uitgevoerd worden.

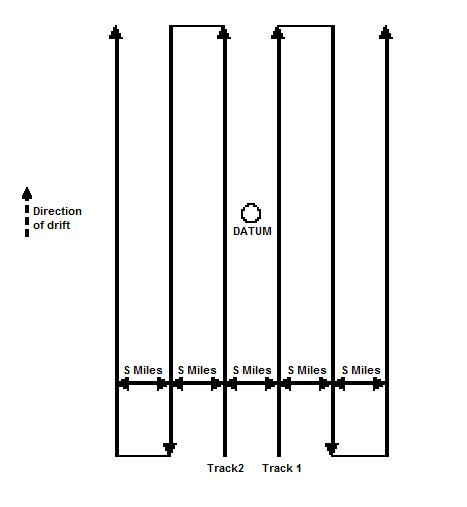
Parallel zoekpatroon voor twee schepen
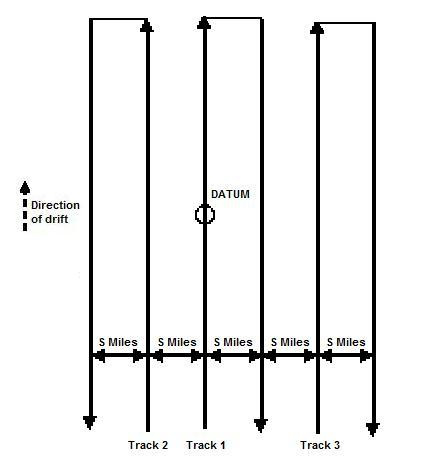
Parallel zoekpatroon voor drie schepen
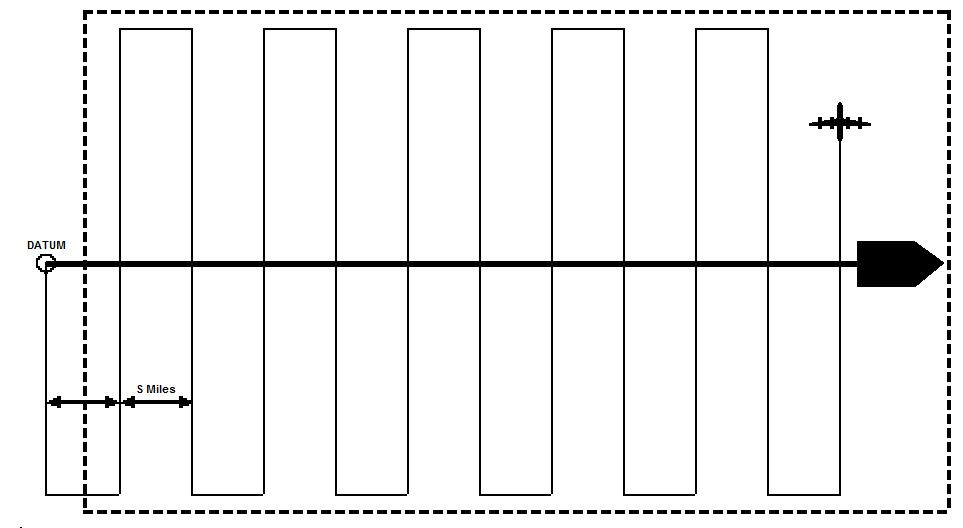
Gecoördineerd zoekpatroon voor schepen/vliegtuigen

#### Gecoördineerde zoekactie schepen/vliegtuigen (creeping line search, coordinated- CSC)
Door schepen en vliegtuigen uit te voeren. Deze gecoördineerde zoekactie wordt alleen uitgevoerd in aanwezigheid van een OSC die instructies aan de deelnemers geeft en die de communicatie met hen verzekert.
Bij de aankomst van een te hulp gekomen SAR-vliegtuig gedurende de uitvoering van een van de bovenvermelde zoekpatronen is het algemeen gewenst dat de zoekende schepen hun zoekactie voortzetten en beëindigen. Het vliegtuig zal dan ondertussen alleen zoekacties moeten uitvoeren en mag, als het dit wenst, de zoekende schepen als navigatiereferentiepunt gebruiken.